# Volvo 240
Volvo 240 – samochód osobowy szwedzkiej marki Volvo Car Corporation wprowadzony na rynek w roku 1974. Był to samochód projektowany dla przeciętnego Szweda, spełniający wymagania tamtejszego rynku i klimatu. Produkowany do 14 maja 1993. Zbudowany na bazie modelu 140. Łącznie wyprodukowano 2 862 573 sztuk.

## Opis techniczny samochoduVolvo 240

### Nadwozie
Nadwozie samonośne z blachy stalowej, zabezpieczone w zależności od rocznika i fabryki warstwą galwanicznego cynku lub kadmu.
- długość: 490 cm
- szerokość: 171 cm
- rozstaw osi: 264 cm

Równolegle z wersją 240 produkowana była bardziej luksusowa wersja 260.

#### Wersje nadwozia
- 242 - 2-drzwiowa limuzyna
- 244 - 4-drzwiowa limuzyna
- 245 - 5-drzwiowe kombi
- 262C - 2-drzwiowe coupé karosowane przez Bertone
- od roku 1983 zrezygnowano z oznaczeń z ostatnią cyfrą oznaczającą liczbę drzwi, wprowadzono zunifikowane oznaczenie "240".

### Podwozie
Oś przednia: niezależne zawieszenie na wahaczach trójkątnych i sprężynach śrubowych. Oś tylna sztywna na wahaczach wleczonych, silnik z przodu ustawiony w osi pojazdu, napęd na koła tylne.

### Silnik
Silniki benzynowe o oznaczeniach B19 (4 cylindry, 2 l), B21 (4 cylindry, 2,1 l), B200 (4 cylindry, 2,0 l) B23 B230 (4 cylindry, 2,3 l), B27 (6 cylindrów, 2,7 l). 
Silnik Diesla D24 (6 cylindrów rzędowy 2,4 l, o mocy 82 KM) napędzał Volvo 240 D6 i pochodził z dostawczego Volkswagena LT. Ta dostępna od 1979 wersja była pierwszym samochodem osobowym z sześciocylindrowym silnikiem wysokoprężnym.

### Układ napędowy
Skrzynia biegów początkowo 4-biegowa, następnie 5-biegowa, w zależności od rocznika nadbieg przełączany elektrycznie lub ręcznie.

## Galeria

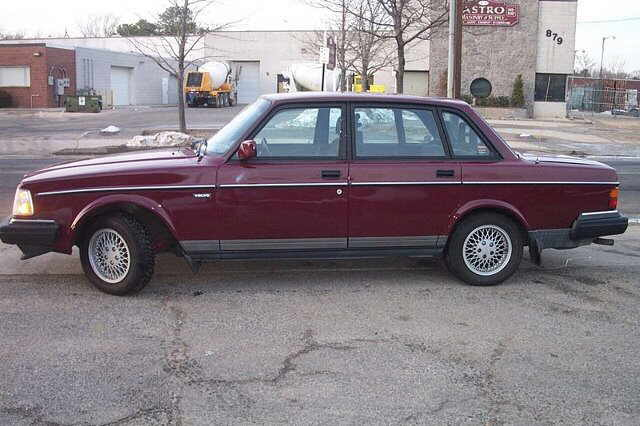
Volvo 240 sedan
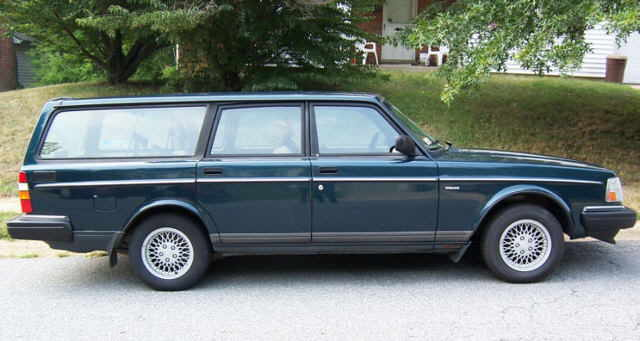
Volvo 245 kombi
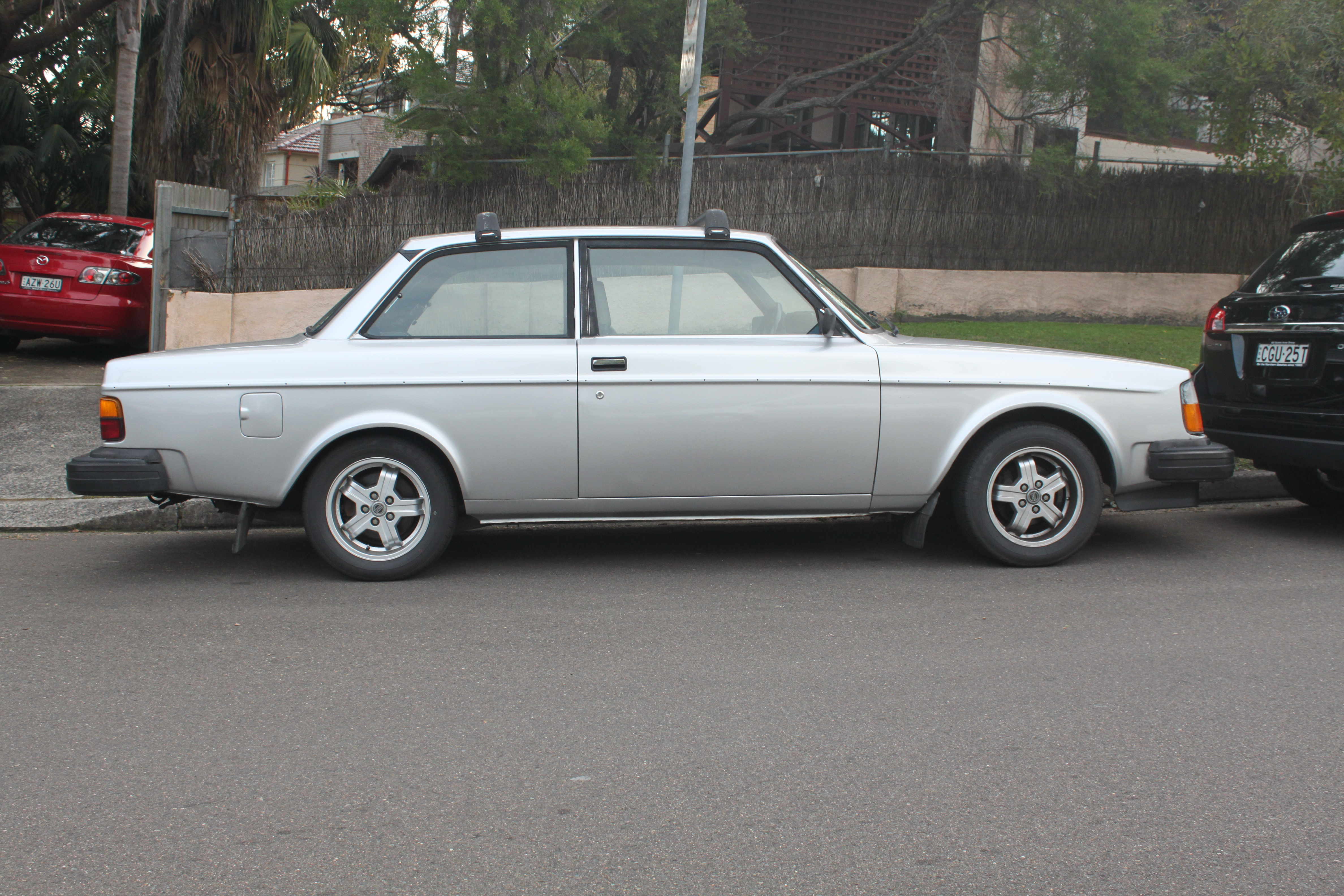
Volvo 242 coupe